# Louis Saguer
Louis Saguer, né Wolfgang Simoni le 26 mars 1907 à Berlin-Charlottenbourg et mort le 1er mars 1991 à Paris 16e, est un compositeur d'origine allemande naturalisé Français en 1947.

## Biographie
Il étudie au conservatoire Stern de Berlin et, après un séjour à Paris en 1926, il est engagé comme maître de chant au Staatsoper de Berlin.

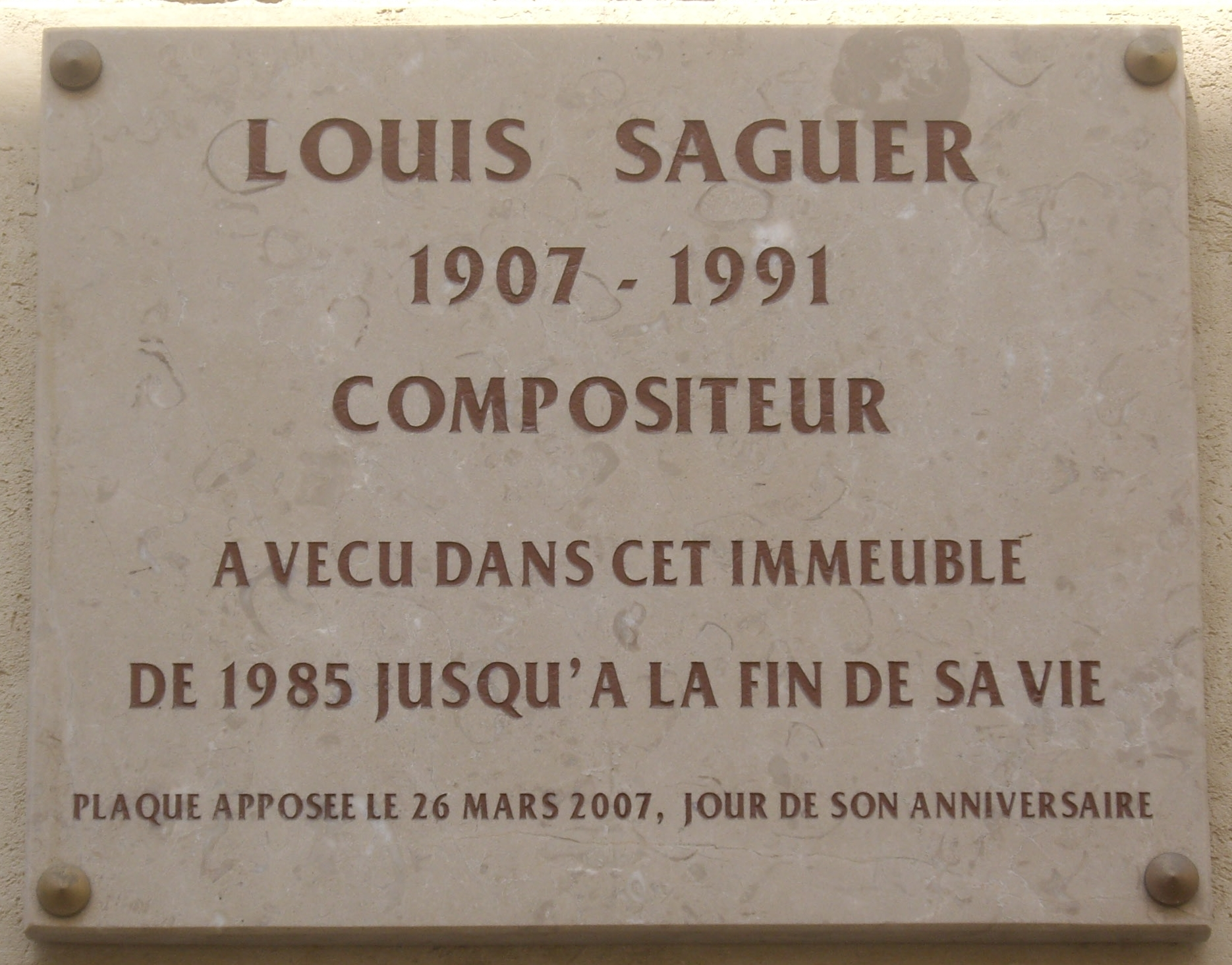
Plaque commémorative, 8 rue Du Cange, Paris 14e.

Il est ensuite chef d'orchestre et assistant pour la mise en scène au Théâtre Piscator. Il poursuit son travail de formation à l'orchestration en 1929 à Paris où il s'installe définitivement quelques années plus tard. Après des débuts difficiles, il devient chef de la « Chorale populaire de Paris » proche du Parti communiste. Il compose des chansons et des œuvres de circonstance.
Il devient le collaborateur d'Edmund Meisel pour la musique de plusieurs films (Le Cuirassé Potemkine, Dix jours qui ébranlèrent le monde de Sergei Eisenstein, La Montagne sacrée d'Arnold Fanck).

## Musique de film
- 1959 : Le Signe du lion de Éric Rohmer

## Récompenses
- 1961 : Copley Award à Chicago[3]
- 1964 : Grand prix de Monaco pour son opéra Mariana Pineda inspiré par le destin tragique de l'héroïne de même nom[3]
- 1973 : Premier prix de l'American Association of Negro Musicians pour Daybreak in Alabama
- 1974 : Prix de la SACEM[3]

## Publications
- Les Contes d'Hoffmann : étude et analyse, avec Raymond Lyon, Éditions Mellottée, 1948
- Werke und Tage: Texte zur Musik, Bruno Schweyer, Konrad Boehmer (éditeurs scientifiques), Pfau, 1998Oeuvres et jours ; textes réunis par Bruno Schweyer ; avec la collaboration de Laurent Feneyrou ; préface de Konrad Boehmer, Basalte, 2010